# Cannstatter Travertin

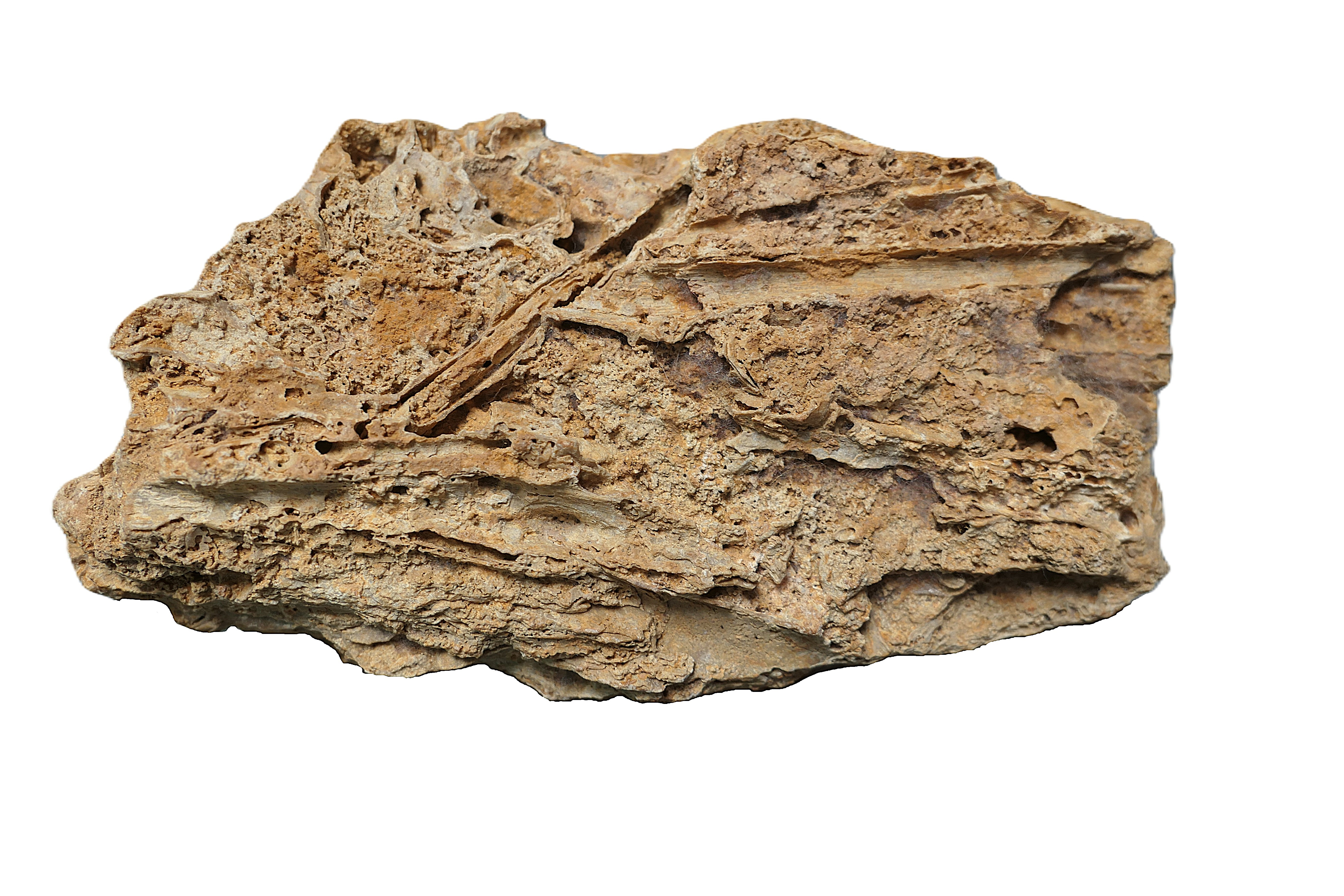
Travertin aus Stuttgart-Bad Canstatt (Holstein-Warmzeit).

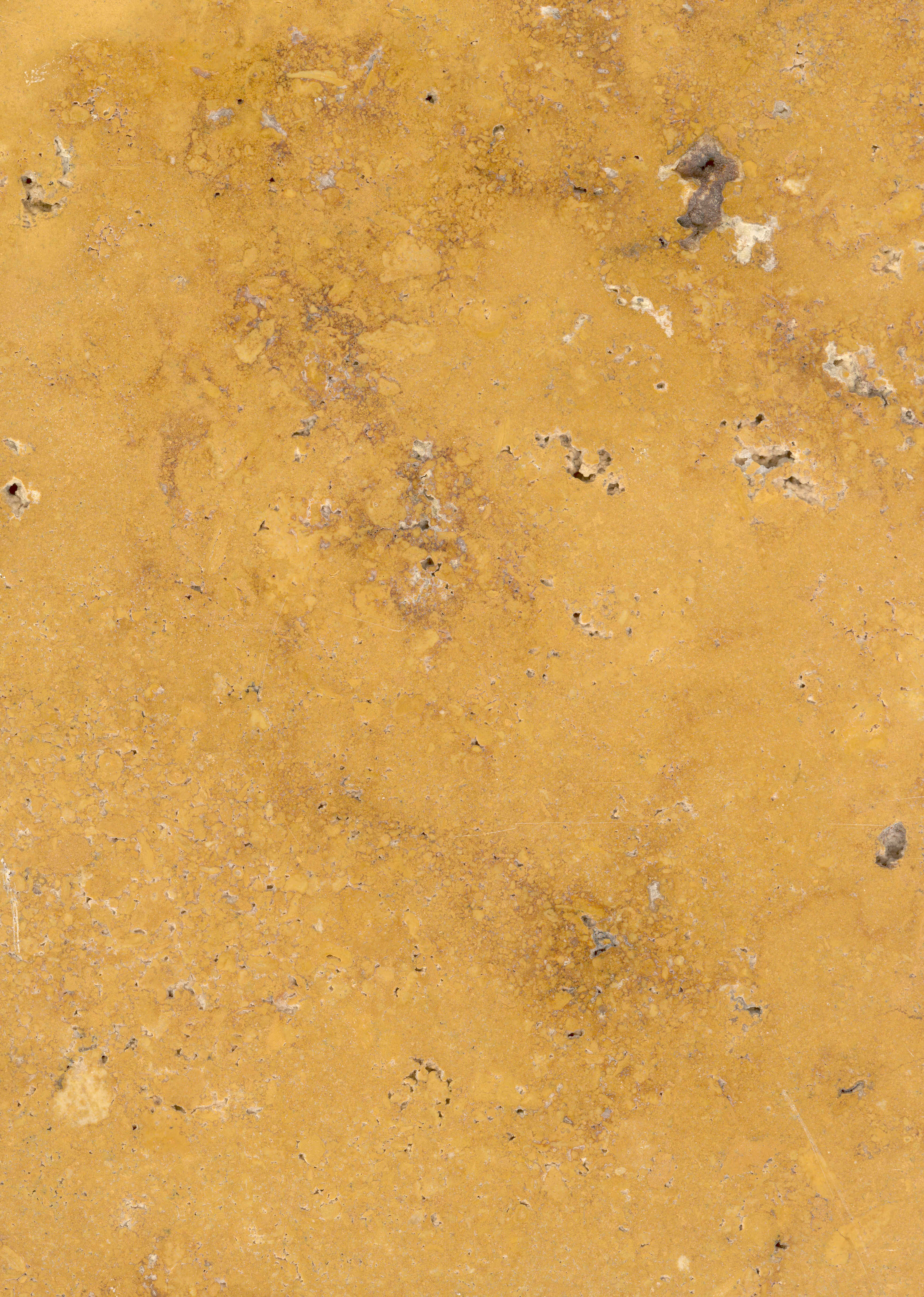
Cannstatter Travertin mit dem Lager aufgesägt. Muster: ca. 14 × 15 cm

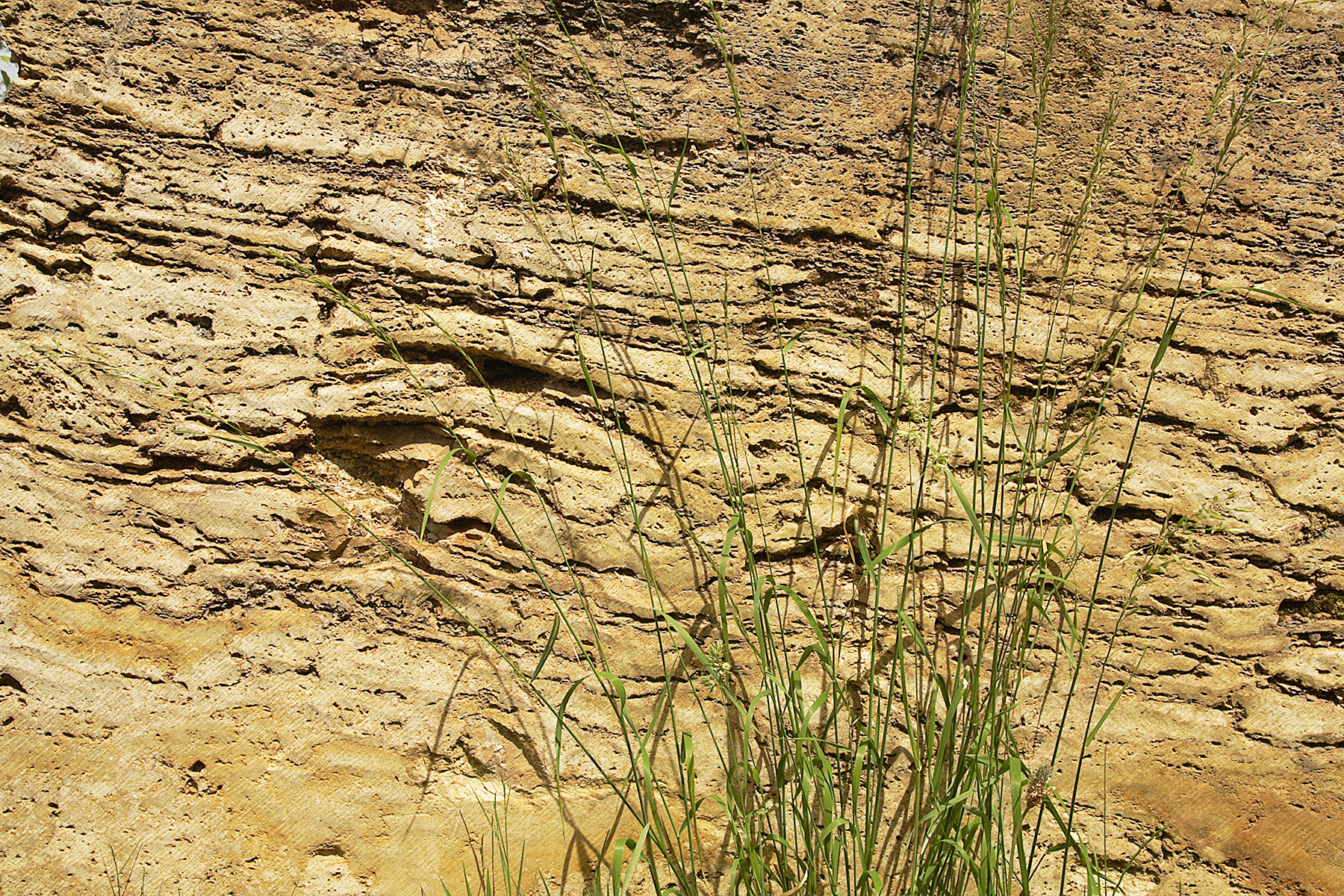
„Stuttgarter Travertin“, großer, poröser Block mit dichter Schichtung. Aufgegebener Steinbruch im Travertinpark Bad Cannstatt

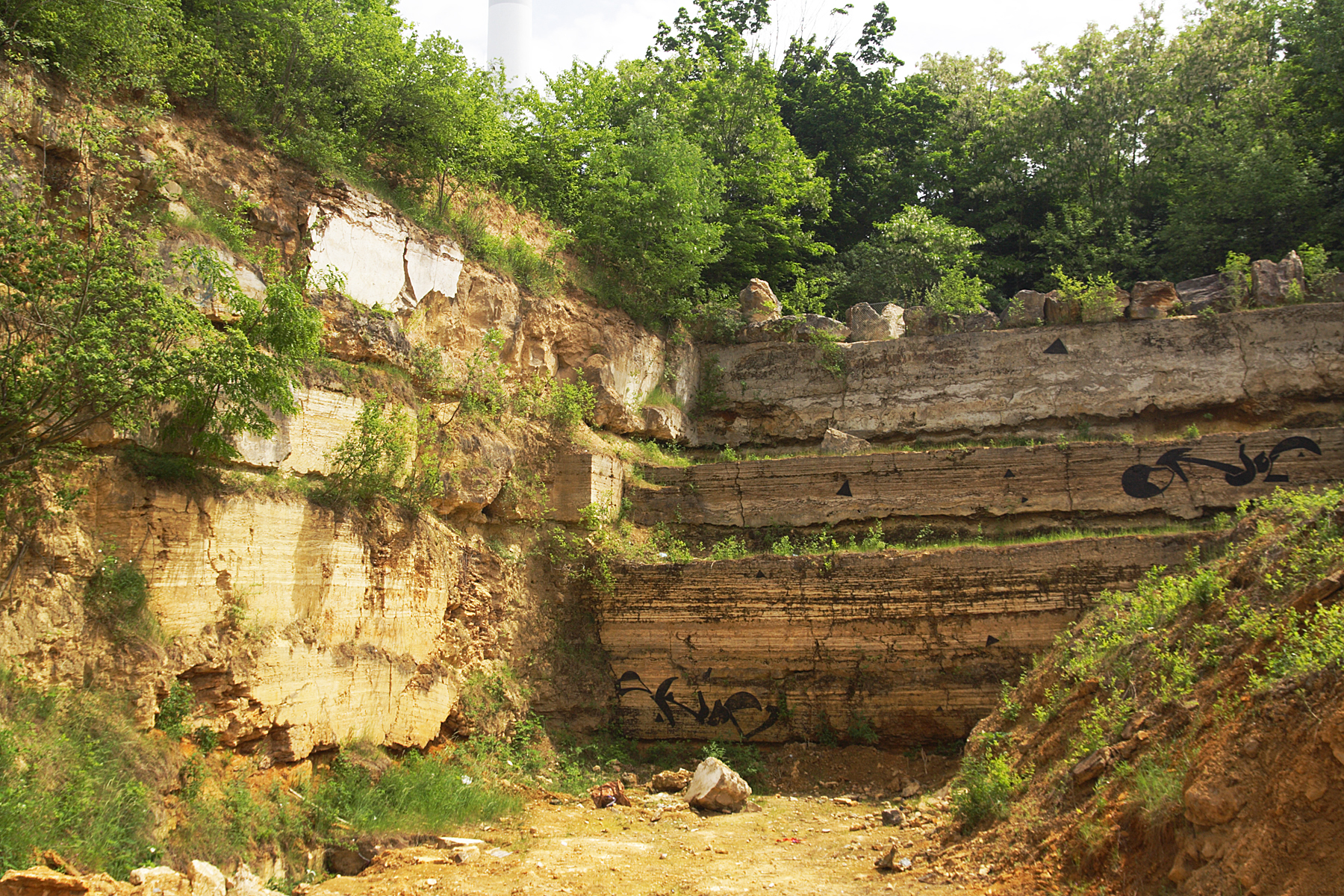
2007 von der Fa. Lauster, Bad Cannstatt, aufgegebener Travertin-Steinbruch

Der Cannstatter Travertin auch Cannstätter Travertin ist ein Süßwasserkalk.

## Entstehung und Zusammensetzung
Der Cannstatter Travertin ist ein mehr oder weniger poröser Kalkstein von heller, meist gelblicher bis brauner Farbe. Der Cannstatter Travertin entstand in den Warmzeiten des Pleistozäns an den Bad Cannstatter bzw. Stuttgarter Mineralquellen. Er überlagert verschieden alte Aufschüttungsterrassen des Neckars. Die Vorkommen, faziell als Stuttgart-Travertin oder „Stuttgarter Sauerwasserkalke“ bezeichnet, sind damit zwischen 500.000 Jahre und 5000 Jahre alt. Wenn die stark kalkhaltigen Mineralwässer aus den unterirdischen Muschelkalkschichten in der Neckaraue an die Oberfläche gelangen, entweicht CO2 und der Kalk fällt aus. Deswegen besteht das Gestein auch nahezu ausschließlich aus Calciumcarbonat. Die schöne warme Gelb- und Braunfärbung entsteht durch geringe Beimengungen des Mineralkomplexes Limonit.

## Lagerstätte
Die Lagerstätte von Cannstatt ermöglichte größere Rohblöcke, da der Travertin mehrere Meter mächtige Bänke ausbildete. Die obersten Travertinschichten werden von Löss mit einer Mächtigkeit zwischen 3 und 4,5 m überlagert. Die Travertinschichtung ist nicht gleichmäßig, sie keilt stellenweise auf kurzen Distanzen aus oder wird durch Dolinen (Verkarstung) unterbrochen. Diese Unterbrechungen sind von starken tonig-lehmigen Zonen gekennzeichnet. Im Steinbruch von Stuttgart-Bad Cannstatt stehen bis 25 m mächtige Kalkablagerungen an, von denen etwa 18 m als Werkstein als nutzbar eingeschätzt wurden. Die gesamte Schichtenabfolge ermöglichte eine Werksteingewinnung auf sechs Horizonten („Travertinlager“). Für die Werksteingewinnung sind hier durch die Firmen Lauster und Haas Steinbrüche angelegt worden.

## Technische Eigenschaften und Verwendung
Dieser Travertin ist porös und mit Hohlräumen durchsetzt. Bei seiner Entstehung schloss er Pflanzen und Pflanzenteile ein, die danach abgebaut und zersetzt wurden. Die dabei entstehenden Hohlräume zeigen häufig einen Abdruck der Pflanzenteile. In bruchfrischem Zustand lässt sich dieser Travertin handwerklich einfach bearbeiten, da er weich ist und erst nach und nach aushärtet. Dieser Naturstein kann poliert werden. Die Politur schwindet im Freien aufgrund der derzeit herrschenden sauren Umweltbedingungen. Cannstatter Travertin ist trotz hoher Wasseraufnahme, wenn er gegen das Lager aufgesägt wird, frostfest. Beim Aufsägen oder Einbau mit oder gegen das Lager zeigt Cannstatter Travertin unterschiedliche Dichtigkeit und Farbe. Gegen das Lager eingebaut, ist er heller und poriger und mit dem Lager dunkler und dichter. Seine Eignung als Baustein, für Fassaden, Tür- und Fensterumrahmungen hat sich bewährt. Gehandelt wird er offenporig oder gespachtelt.
Sein Vorkommen befindet sich im Stadtbezirk Bad Cannstatt in Stuttgart. Die Steinbrüche wurden 2007 aufgehoben und das Gelände zum Stuttgarter Travertinpark umgebaut.

## Bauwerke

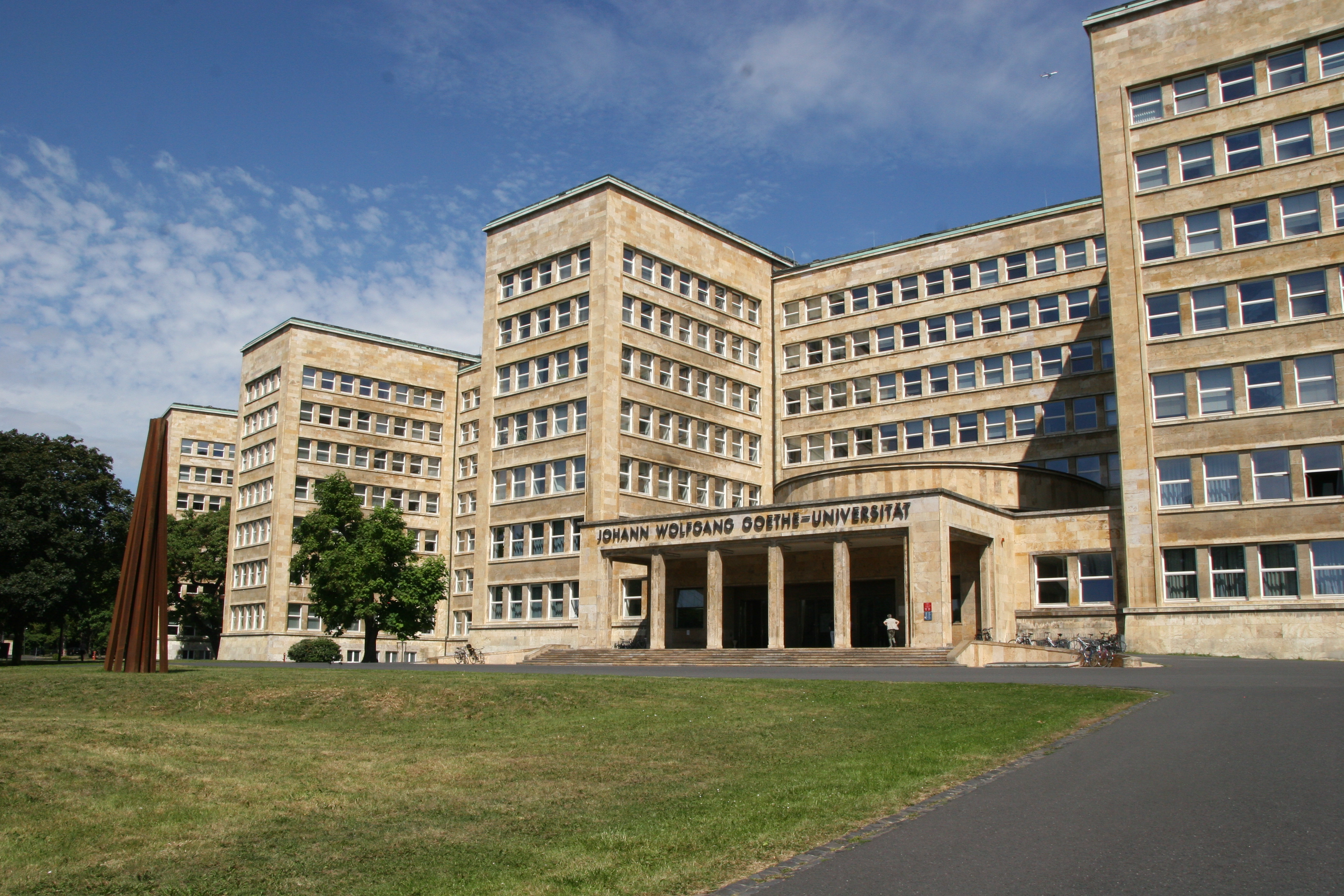
I.G.-Farben-Haus Frankfurt am Main (33.000 m² Fassadenplatten aus Cannstatter Travertin)
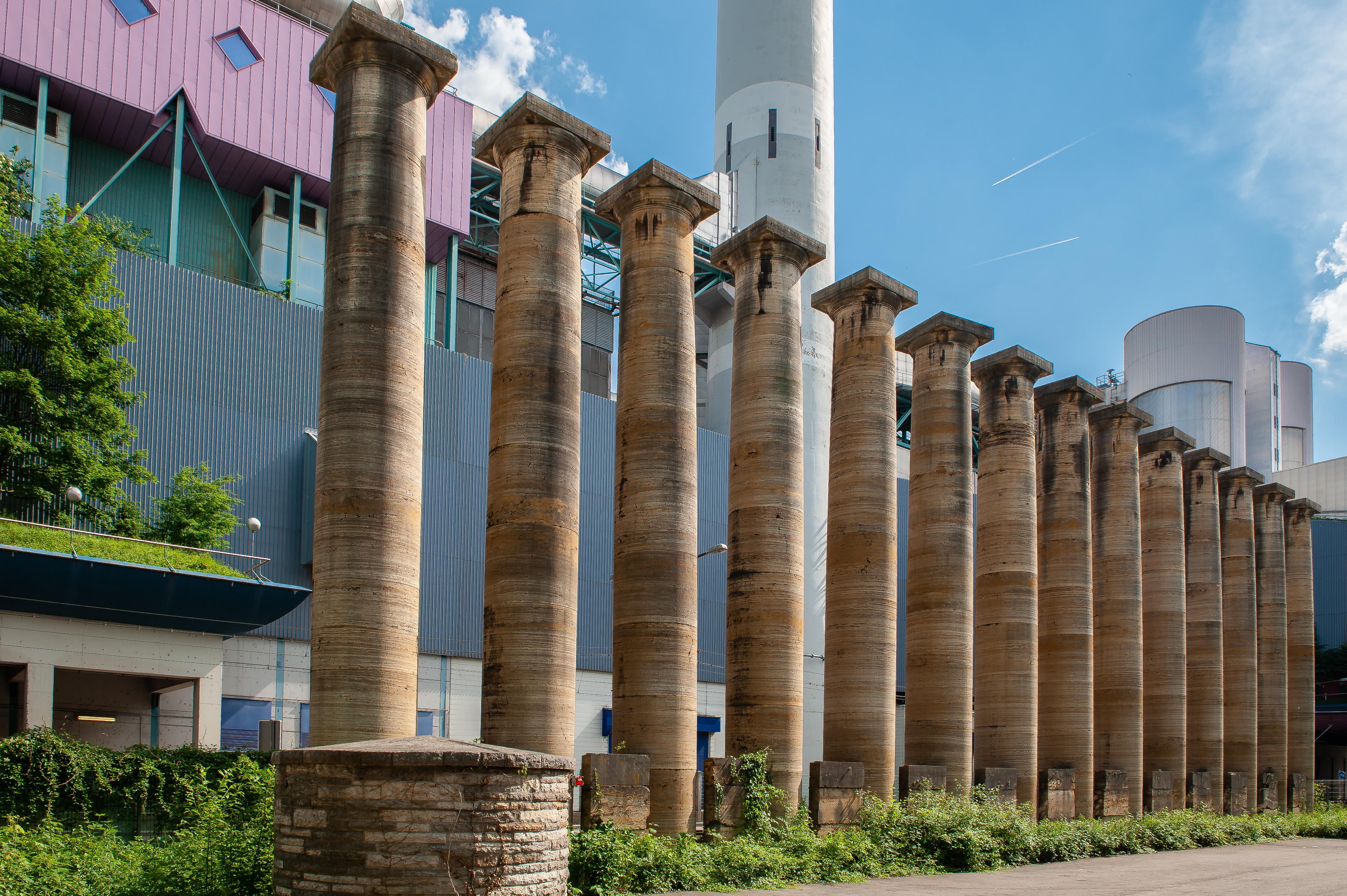
Die „Lauster-Säulen“ sollten in der Zeit des Nationalsozialismus in der Reichshauptstadt Berlin monumental verbaut werden
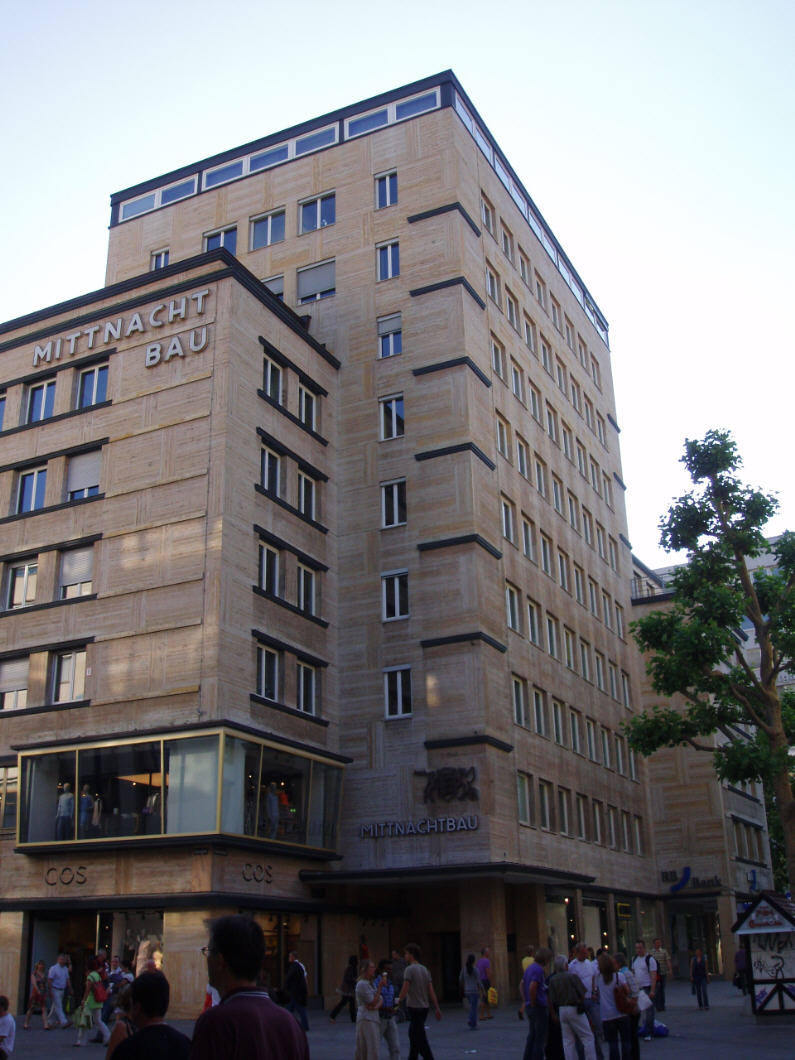
Büro- und Geschäftshaus Mittnachtbau in Stuttgart
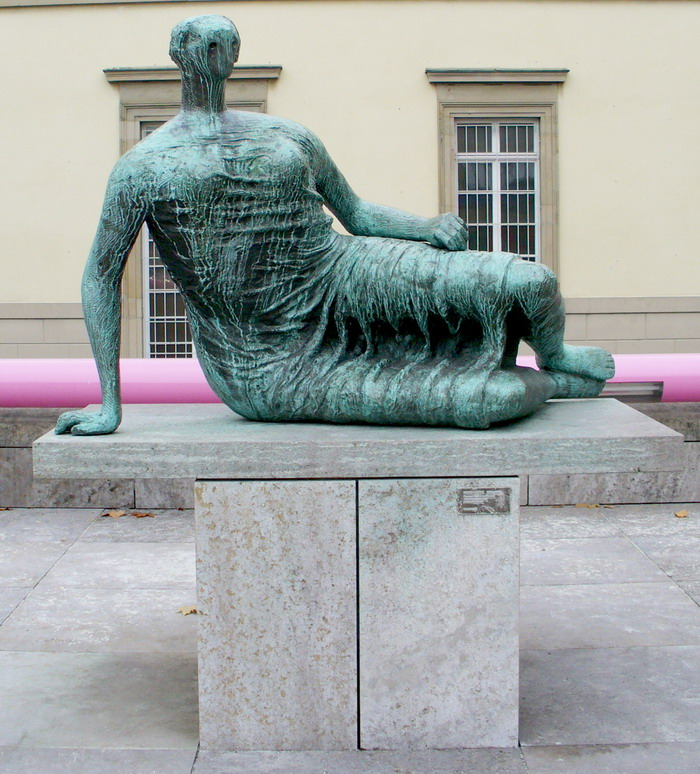
Travertinsockel für Henry Moore, Die Liegende (1961) auf dem Vorplatz der Neuen Staatsgalerie Stuttgart
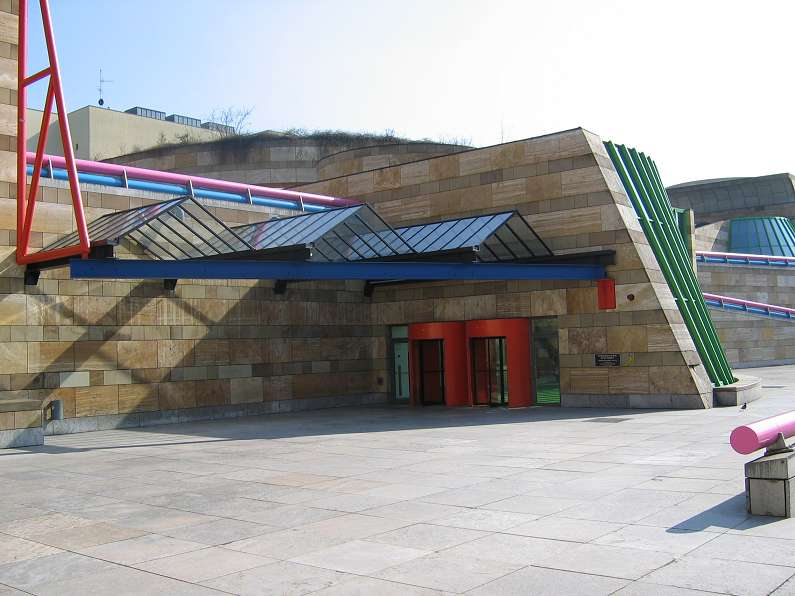
Travertinplatten an der Neuen Staatsgalerie
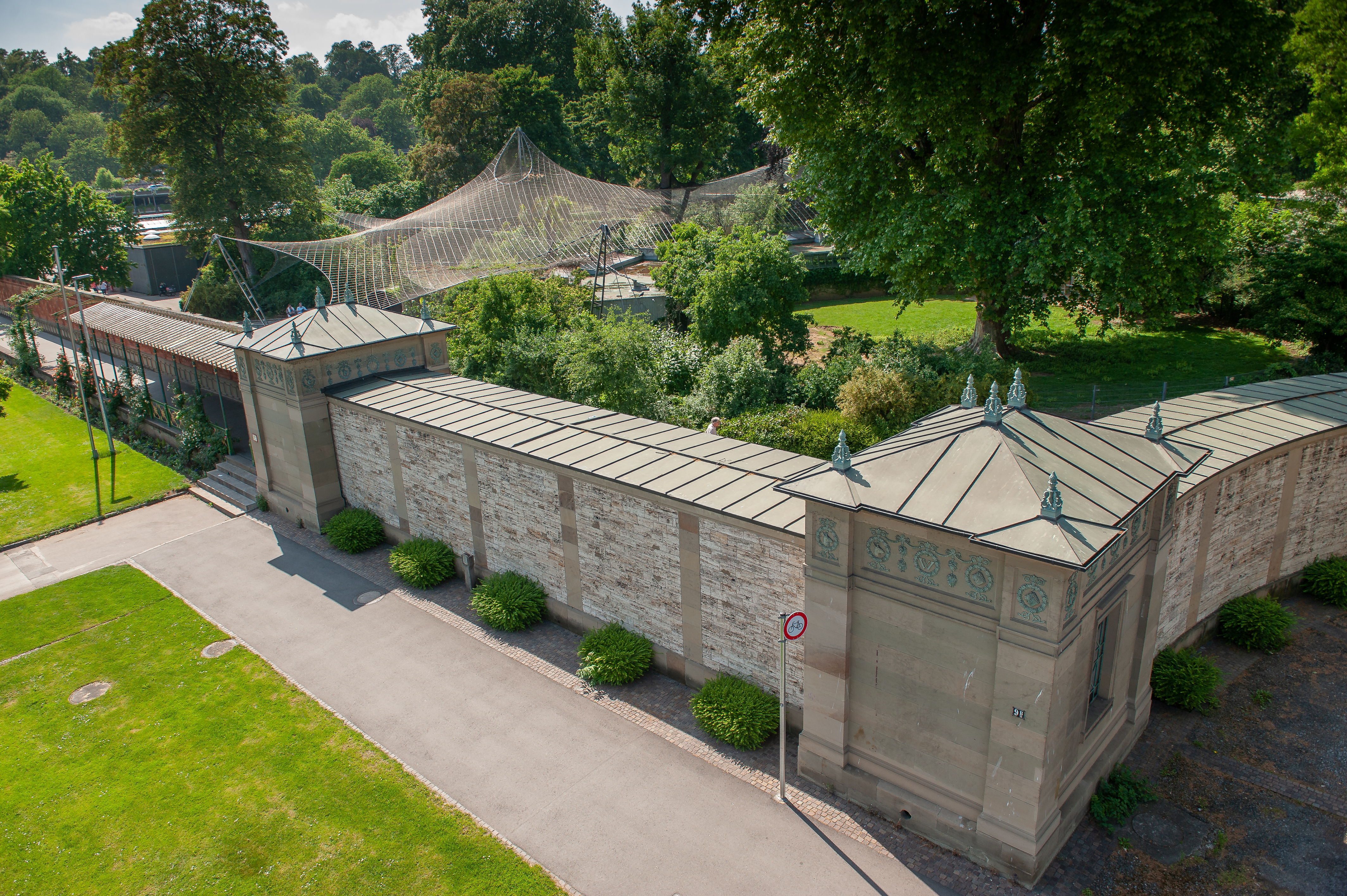
Teil der Außenmauer der Wilhelma in Stuttgart
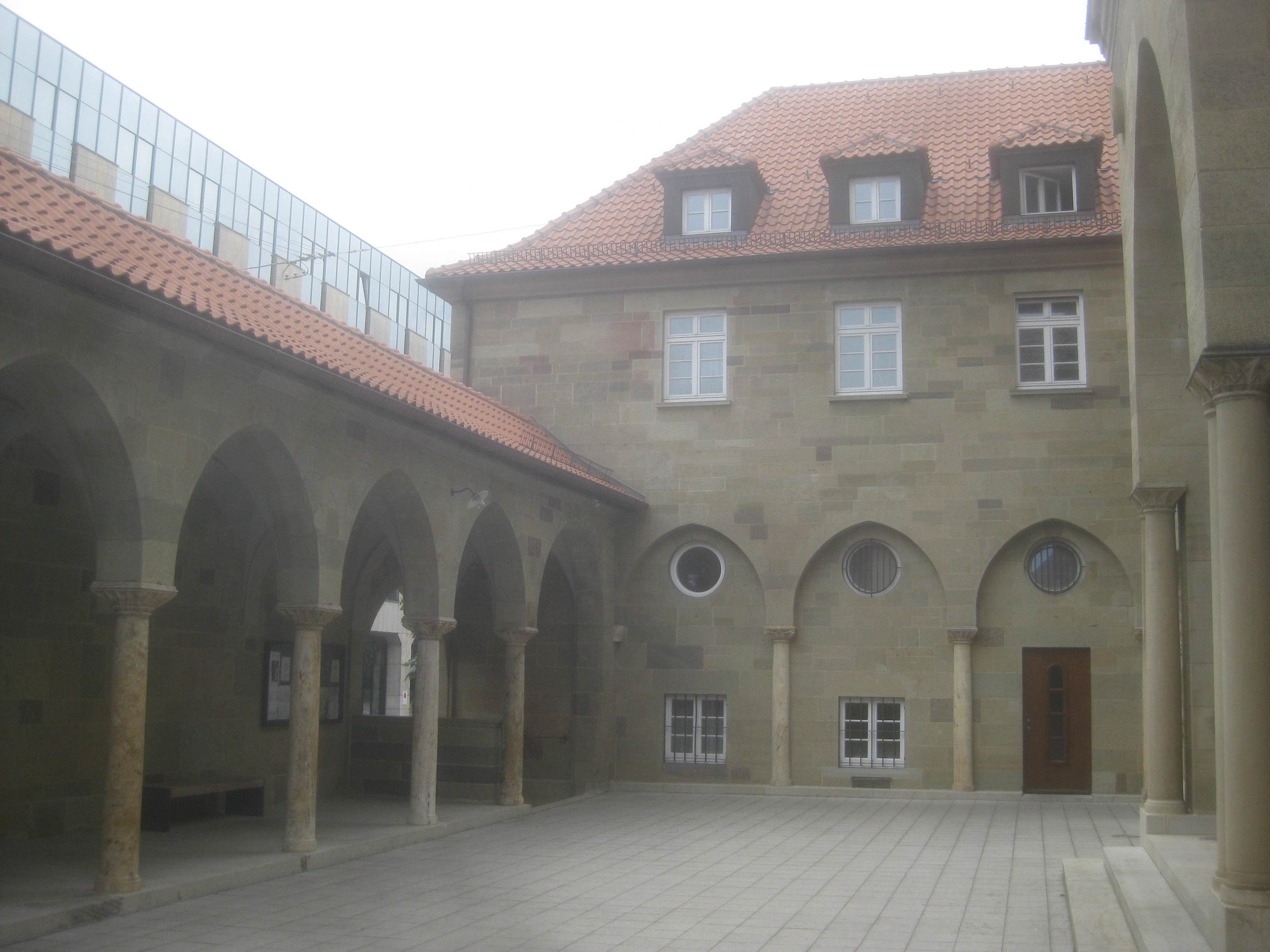
Säulen des Arkadenhofs der St.-Fidelis-Kirche in Stuttgart